# Allylprodin
Allylprodin (engl.: Allylprodine) ist ein vollsynthetisches Opioid-Analgetikum und ein strukturelles Analogon zu Prodin (engl.: Prodine). Es gehört stofflich zur Pethidin-Gruppe, zu der auch das Alphaprodin (α-Prodin) und das Betaprodin (β-Prodin) gehören. Es wurde von John Lee und Albert Ziering im Auftrag von Hoffmann-La Roche im Jahr 1957 während der Erforschung des Pethidins entdeckt, wobei es darum ging, die Rolle der Allylgruppe bei der Wechselwirkung von Allylprodin mit Schmerzrezeptoren weiter abzugrenzen.
Allylprodin ist als Analgetikum wesentlich stärker als ähnliche Arzneimittel wie beispielsweise α-Prodin, wobei das (3R,4S)-Isomer aufgrund der Bindung der Allylgruppe an eine zusätzliche Aminosäure an der Bindungsstelle des μ-Opioid-Rezeptors bis zu 23-mal stärker ist als Morphin. Weiterhin ist es stereoselektiv mit einem Isomer stärker aktiv.

## Wirkungen
Allylprodin ruft ähnliche Effekte wie andere Opioide hervor, also Analgesie (Schmerzstillung) und Sedierung (Beruhigung). Als Nebenwirkungen können Übelkeit, Juckreiz, Erbrechen und Obstipation (Verstopfung) auftreten. Außerdem kann es zu gefährlicher Atemdepression kommen, die schädlich oder tödlich sein kann.

## Rechtsstatus
Allylprodin ist in Deutschland als nicht verkehrsfähiges Betäubungsmittel in der Anlage 1 zum Betäubungsmittelgesetz aufgeführt und kann deshalb nicht verschrieben werden.

## Handelsnamen
- Allylprodine
- Allylprodine Hydrochloride